# 达维 (1963年)
达维（葡萄牙語：Davi，1963年11月19日—），巴西前男子足球运动员，场上位置是后卫。他曾代表巴西国奥队参加1984年夏季奥林匹克运动会足球比赛，获得一枚银牌。